# Robert Eduard von Hagemeister
Robert Eduard von Hagemeister (né le 22 juin 1827 au domaine de Klausdorf, arrondissement de Franzburg, province de Poméranie et mort le 29 avril 1902 dans la même ville) est un avocat administratif et homme politique prussien.

## Biographie
Les parents de Hagemeister sont Gustav Adolf Hagemeister (1796–1875) et Wilhelmine Hedwig Elisabeth, née Hass (vers 1805-1883) Il étudie le droit à l'Université Frédéric de Halle et à l'Université de Heidelberg. En 1846, il devient membre du Corps Guestphalia Halle (de) et du Corps Saxo-Borussia Heidelberg. Il réussit l'examen d'auscultation le 19 août 1848 et est affecté au  tribunal de Greifswald. En tant qu'avocat stagiaire, il est affecté au tribunal de district de Berlin à partir du 27 mai 1851. Quatre ans plus tard, il est nommé assesseur au tribunal d'arrondissement de Naumbourg.
Il passa de l'administration de la justice à l'administration intérieure du royaume de Prusse. En 1856, il devint administrateur de l'arrondissement de Franzburg. Après trois ans comme haut conseiller du gouvernement et représentant du président du district de Stralsund, il devient sénéchal d'Aurich (de) en 1869. Après la proclamation de l'Empire allemand (de) en 1871, il est nommé président du district d'Oppeln. En 1877, il occupe la même fonction dans le district de Düsseldorf. Enfin, de 1883 à 1889, il est haut président de la province de Westphalie. Il est mis à la retraite le 19 mai 1889.
En 1866, Hagemeister siège à la Chambre des représentants de Prusse en tant que député de la 1re circonscription de Stralsund jusqu'à la fin de son mandat le 9 novembre 1866. De 1867 à 1871, Hagemeister siégea au Reichstag de la Confédération de l'Allemagne du Nord en tant que représentant de la 1re circonscription de Stralsund. Il y rejoint la faction de l'Association des conservateurs libres.
Hagemeister est fidéicommiss de plusieurs manoirs de Poméranie-Occidentale, que la famille a pu conserver pendant une génération.